# 1653
- Wikisource

| Calendário gregoriano                                                        | 1653 MDCLIII                        |
| Ab urbe condita                                                              | 2406                                |
| Calendário arménio                                                           | 1102 – 1103                         |
| Calendário bahá'í                                                            | -191 – -190                         |
| Calendário budista                                                           | 2197                                |
| Calendário chinês                                                            | 4349 – 4350 Início a 29 de janeiro  |
| Calendário copta                                                             | 1369 – 1370                         |
| Calendário etíope                                                            | 1645 – 1646                         |
| Calendários hindus - Vikram Samvat - Calendário nacional indiano - Cáli Iuga | 1708 – 1709 1574 – 1575 4753 – 4754 |
| Calendário Holoceno                                                          | 11653                               |
| Calendário islâmico                                                          | 1063 – 1064                         |
| Calendário judaico                                                           | 5413 – 5414                         |
| Calendário persa                                                             | 1031 – 1032                         |
| Calendário rúnico                                                            | 1903                                |
| Calendário solar tailandês                                                   | 2196                                |

1653 (MDCLIII, na numeração romana) foi um ano comum do século XVII do actual Calendário Gregoriano, da Era de Cristo, e a sua letra dominical foi E (52 semanas), teve início a uma quarta-feira e terminou também a uma quarta-feira.
| Ano completo                        |
| ----------------------------------- |
| Ano comum com início à quarta-feira |

## Eventos
- 3 de abril - É fundada a cidade de Jacareí.
- Construção do Forte das Cinco Ribeiras, também denominado Forte de Santa Bárbara [1], Forte de Nossa Senhora do Pilar ou Forte de São Bartolomeu, por iniciativa da Câmara Municipal de Angra do Heroísmo, como precaução contra um ataque de piratas que, na altura, ameaçaram os mares dos Açores com uma esquadra de 40 a 50 navios.[2]
- 16 de Dezembro - Oliver Cromwell torna-se Lord Protector de Inglaterra e Escócia, em substituição da figura do rei.

## Nascimentos
- 12 de Junho - Maria Amália da Curlândia, esposa do conde Carlos I de Hesse-Cassel (m. 1711)
- 15 de Agosto - Johann Friedrich Gleditsch, foi  editor e livreiro alemão (m. 1716).

## Mortes
- 7 de Junho - Ludwig Jungermann, médico e botânico alemão (n. 1572)
- 6 de Dezembro - Teodósio III, Duque de Bragança e herdeiro de Portugal (n. 1634)

## Por tema
- 1653 na música